# Bellegarde-sur-Valserine
Bellegarde-sur-Valserine è un ex comune francese di 12 052 abitanti situato nel dipartimento dell'Ain della regione dell'Alvernia-Rodano-Alpi. Dal 1º gennaio 2019 è accorpato ai comuni di Châtillon-en-Michaille e di Lancrans, formando il nuovo comune di Valserhône e diventandone comune delegato. Come emerge dal nome, il comune è bagnato dai fiumi Valserine e Rodano, che ivi confluiscono.

## Storia

### Simboli
Lo stemma del comune era stato adottato nel 1946.

## Società

### Evoluzione demografica
Abitanti censiti

## Infrastrutture e trasporti
Il comune è servito dalla stazione di Bellegarde. 

## Amministrazione

### Gemellaggi
- Bretten (Germania)
- Saint-Christophe